# Stöckli Swiss Sports
Stöckli Swiss Sports AG er en schweizisk producent af skisportsudstyr og skisportsbeklædning. Virksomhedens ski produceres ved hovedkvarteret i Malters, Kanton Luzern og eksporteres til 40 lande. I 1935 blev Skifabrik Stöckli etableret af Josef Stöckli.